# Protium glomerulosum
Protium glomerulosum är en tvåhjärtbladig växtart som beskrevs av José Cuatrecasas. Protium glomerulosum ingår i släktet Protium och familjen Burseraceae. Inga underarter finns listade i Catalogue of Life.